# Lipovans

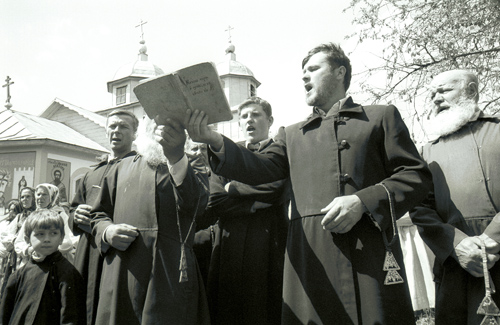
Lipovans (vells creients russos) durant una cerimònia a Slava Cercheză.

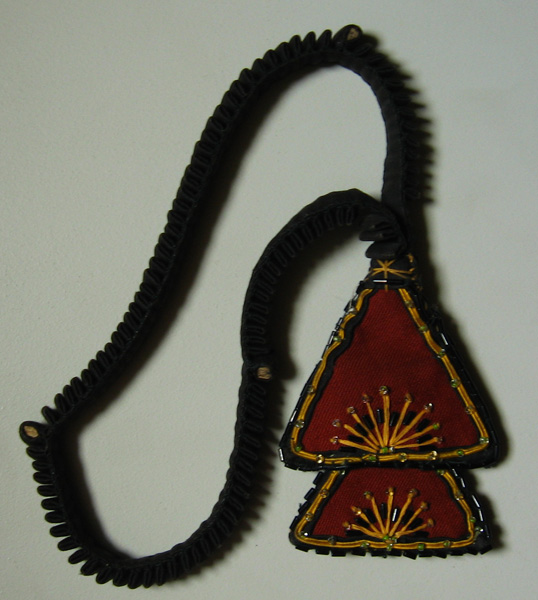
Una verviţă, típica lipovana.

Els lipovans (en romanès: lipoveni, ucraïnès: липовани, rus: липовáне, en búlgar: липованци) és una ètnia d'eslaus orientals composta pels vells creients, en la seva majoria d'origen ètnic rus, que es van establir al Principat de Moldàvia, a Dobruja i Muntènia Oriental (Romania). Segons el cens de 2002 a Romania hi ha un total de 35.791 lipovans, dels quals 21.623 viuen a Dobruja.
Va ser una minoria religiosa perseguida pel Tsar Pere el Gran de Rússia i els cosacs i que van trobar refugi a Moldàvia i l'imperi otomà. El 80% dels lipovans són russòfons.